# گورستان سقای ۱
گورستان سقای ۱ مربوط به هزاره اول قبل از میلاد است و در شهرستان ورزقان، بخش خاروانا، دهستان جوشین، ۴۰۰ متری شرق روستای سقای واقع شده و این اثر در تاریخ ۲۷ اسفند ۱۳۸۷ با شمارهٔ ثبت ۲۶۳۷۹ به‌عنوان یکی از آثار ملی ایران به ثبت رسیده است.